# Lumbrales
Lumbrales – gmina w Hiszpanii, w prowincji Salamanka, w Kastylii i León, o powierzchni 69,94 km². W 2011 roku gmina liczyła 1876 mieszkańców.